# Galoppsportens Grand Slam

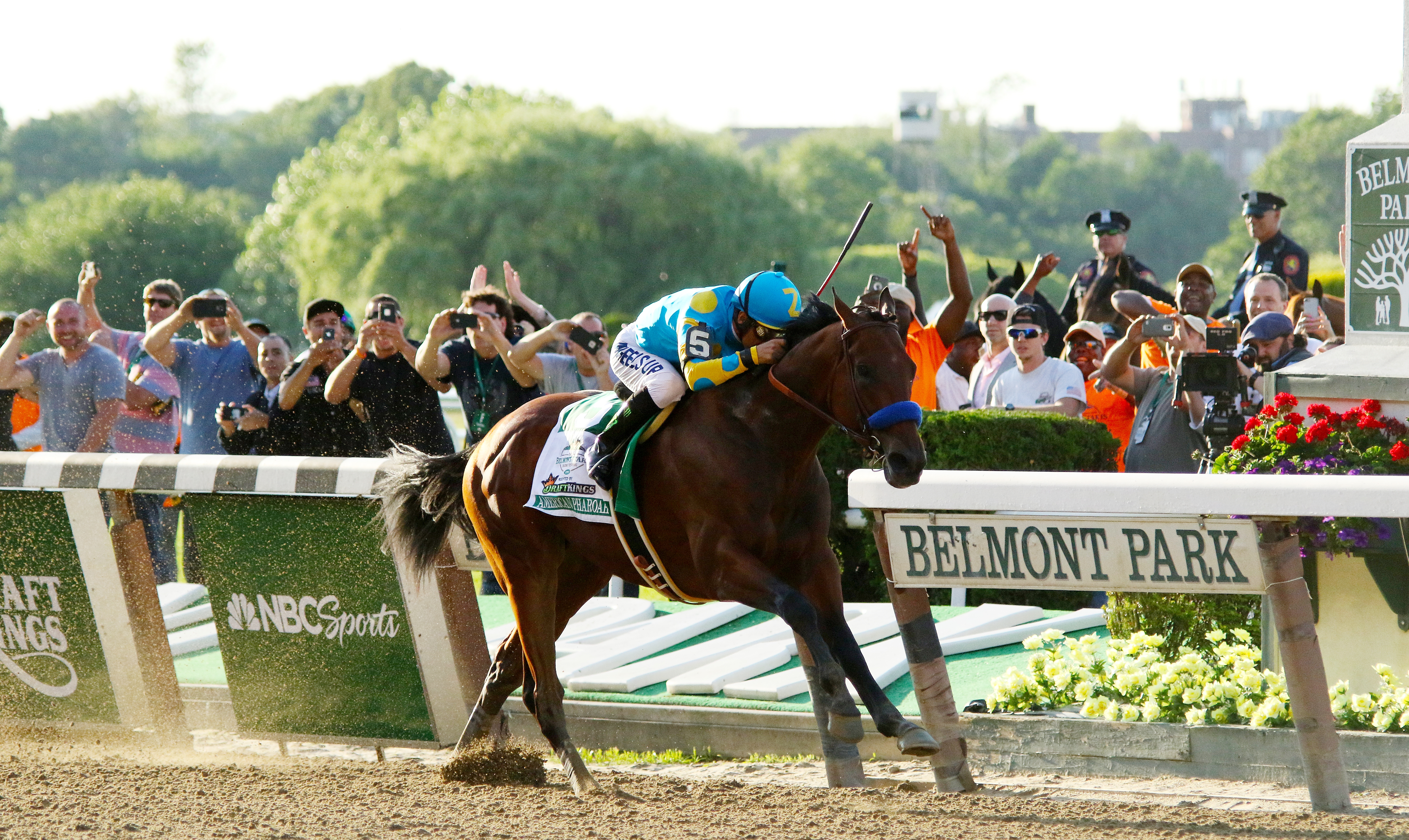
American Pharoah var den första, och hittills enda vinnaren av konfigurationen Breeders' Cup Classic Grand Slam.

Galoppsportens Grand Slam, även kallat Grand Slam of Thoroughbred racing, är ett informellt namn för att vinna fyra stora galopplöp under en säsong i USA. Termen har tillämpats på åtminstone två olika konfigurationer av löp.
Den första kända utförda grand slam, som endast gäller treåriga fullblodshästar, inträffade 1941 när Whirlaway vann de fyra stora loppen den säsongen (Triple Crown-löpen Kentucky Derby, Preakness Stakes och Belmont Stakes, såväl som Travers Stakes). Att vinna dessa fyra lopp kallas också ibland för superfecta eller quadruple crown.
Den andra vinnaren av en grand slam var American Pharoah, som vann Triple Crown och Breeders' Cup Classic (som inte är begränsat för treåriga fullblod).
Det har föreslagits av hästsportshistorikern Peter Lee, att vinna alla fem loppen (en bedrift som ännu inte har uppnåtts) kan kallas för en "Quintuple Crown".

## Bakgrund
Konfigurationen Travers Stakes
Kentucky Derby, Preakness Stakes och Belmont Stakes utgör de amerikanska Triple Crown-löpen för fullblodshästar, och sedan 1919 har endast 13 hästar åstadkommit bedriften. Travers Stakes, som rids efter Triple Crown-löpen, är det tredje rankade loppet för amerikanska treåringar enligt internationella klassificeringar, efter endast Kentucky Derby och Belmont Stakes. Dessa fyra löp är de äldsta för treåringar i USA, med Travers (1864) som den äldsta, följt av Belmont (1867), Preakness (1873) och Kentucky Derby (1875). Dessa fyra lopp kallades för "grand slam" av tävlingshistorikern Edward Hotaling när han beskrev en vinnare av de fyra löpen.
Fyra hästar som har vunnit Triple Crown försökte att ta en Grand Slam. Whirlaway åstadkom bedriften 1941, medan Gallant Fox (1930), Affirmed (1978) och American Pharoah (2015) misslyckades i sina försök. På grund av bristen på framgång med att vinna vad som inofficiellt anses vara det fjärde löpet av Triple Crown, har Travers Stakes myntats till "Graveyard of Favorites". Under åren har 21 treåriga fullblodshästar vunnit tre av de fyra löpen i denna konfiguration av grand slam, där bara Whirlaway har åstadkommit bedriften att vinna alla fyra.
Konfigurationen Breeders' Cup Classic
Breeders' Cup-serien vid årets slut började 1984, med Breeders' Cup Classic, som skilde sig från Triple Crown-löpen, genom att platsen kan ändras varje år, liknande golfens majortävlingar, där tre av de fyra platserna byts varje år, och 13 gånger har det hållits på samma plats som ett Triple Crown-löp.
Den nyligen präglade termen för denna konfiguration av "Grand Slam" för att beskriva fyrloppssekvensen användes av sportskribenten Bob Ehalt från ESPN efter American Pharoahs vinst i Belmont Stakes 2015, när ägaren Ahmed Zayat lät honom tävla under resten av säsongen 2015 istället för att omedelbart låta honom gå till avel. Termen användes även av andra, vilket ökade spänningen i American Pharoahs jakt på en Grand Slam.
Breeders' Cup Classic, till skillnad från löpen i Triple Crown, är inte begränsat till någon åldersgrupp och har traditionellt ridits av tre-, fyra- och femåriga hästar. Den preliminära användningen av termen har föreslagit att en häst skulle behöva vinna alla fyra loppen under samma år för att ta en Grand Slam-titel. Att göra det betyder att hästen efter Triple Crown måste tävla mot, och besegra, äldre, mer fysiskt utvecklade och mer erfarna hästar för att vinna Breeders' Cup Classic.
American Pharoah är den enda hästen som provat båda konfigurationerna av Grand Slam, då han förlorade i Travers Stakes, men segrade i Breeders' Cup Classic.

## Grand Slam-löp
| Löp                                                      | Datum                                                      | Bana                 | Ort                        | Distans                | Trofé                     |
| -------------------------------------------------------- | ---------------------------------------------------------- | -------------------- | -------------------------- | ---------------------- | ------------------------- |
| Kentucky Derby "The Most Exciting Two Minutes in Sports" | Första lördagen i maj                                      | Churchill Downs      | Louisville, Kentucky       | 1 ⁄4 miles (2 000 m)   | The Kentucky Derby Trophy |
| Preakness Stakes "The Run for the Black-Eyed Susans"     | Tredje lördagen i maj                                      | Pimlico Race Course  | Baltimore, Maryland        | 1 3⁄16 miles (1 910 m) | The Woodlawn Vase         |
| Belmont Stakes "The Test of the Champion"                | Tredje lördagen efter Preakness Stakes                     | Belmont Park         | Elmont, New York           | 1 ⁄2 miles (2 400 m)   | The August Belmont Trophy |
| Travers Stakes "Mid-summer Derby"                        | Sista lördagen i augusti                                   | Saratoga Race Course | Saratoga Springs, New York | 1 ⁄4 miles (2 000 m)   | The Man o' War Cup        |
| Breeders' Cup Classic                                    | Sista lördagen i oktober, eller första lördagen i november | Olika banor varje år | Olika banor varje år       | 1 ⁄4 miles (2 000 m)   | The Breeders' Cup Trophy  |

## Segrare i Triple Crown-löp plus Travers Stakes

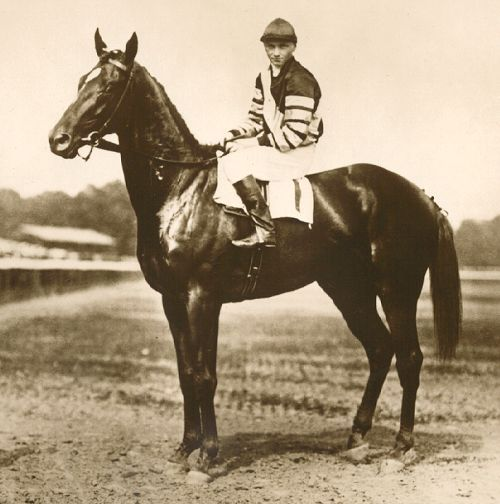
Man O'War misslyckades i sitt försök att vinna "Travers Stakes" Grand Slam på grund av att han inte deltog i 1920 års Kentucky Derby. Travers Stakes-trofén är uppkallad efter honom på grund av hans rekordlöp i 1920 års Travers Stakes.

| dagger | Anger segrare av Grand Slam                                                      |
| *      | Anger segrare av Triple Crown, som deltagit i Travers Stakes men förlorat löpet. |

| År   | Kentucky Derby    | Preakness Stakes  | Belmont Stakes    | Travers Stakes  |
| ---- | ----------------- | ----------------- | ----------------- | --------------- |
| 1878 | Day Star          | Duke of Magenta   | Duke of Magenta   | Duke of Magenta |
| 1880 | Fonso             | Grenada           | Grenada           | Grenada         |
| 1919 | Sir Barton        | Sir Barton        | Sir Barton        | Hannibal        |
| 1920 | Paul Jones        | Man O' War        | Man O' War        | Man O' War      |
| 1930 | Gallant Fox*      | Gallant Fox*      | Gallant Fox*      | Jim Dandy       |
| 1931 | Twenty Grand      | Mate              | Twenty Grand      | Twenty Grand    |
| 1935 | Omaha             | Omaha             | Omaha             | Gold Foam       |
| 1937 | War Admiral       | War Admiral       | War Admiral       | Burning Star    |
| 1941 | Whirlaway         | Whirlaway         | Whirlaway         | Whirlaway       |
| 1942 | Shut Out          | Alsab             | Shut Out          | Shut Out        |
| 1943 | Count Fleet       | Count Fleet       | Count Fleet       | Eurasian        |
| 1946 | Assault           | Assault           | Assault           | Natchez         |
| 1948 | Citation          | Citation          | Citation          | Ace Admiral     |
| 1953 | Dark Star         | Native Dancer     | Native Dancer     | Native Dancer   |
| 1967 | Proud Clarion     | Damascus          | Damascus          | Damascus        |
| 1973 | Secretariat       | Secretariat       | Secretariat       | Annihilate 'Em  |
| 1977 | Seattle Slew      | Seattle Slew      | Seattle Slew      | Jatski          |
| 1978 | Affirmed*         | Affirmed*         | Affirmed*         | Alydar          |
| 1995 | Thunder Gulch     | Timber Country    | Thunder Gulch     | Thunder Gulch   |
| 2001 | Monarchos         | Point Given       | Point Given       | Point Given     |
| 2015 | American Pharoah* | American Pharoah* | American Pharoah* | Keen Ice        |
| 2018 | Justify           | Justify           | Justify           | Catholic Boy    |

## Segrare i Triple Crown-löp plus Breeders' Cup Classic

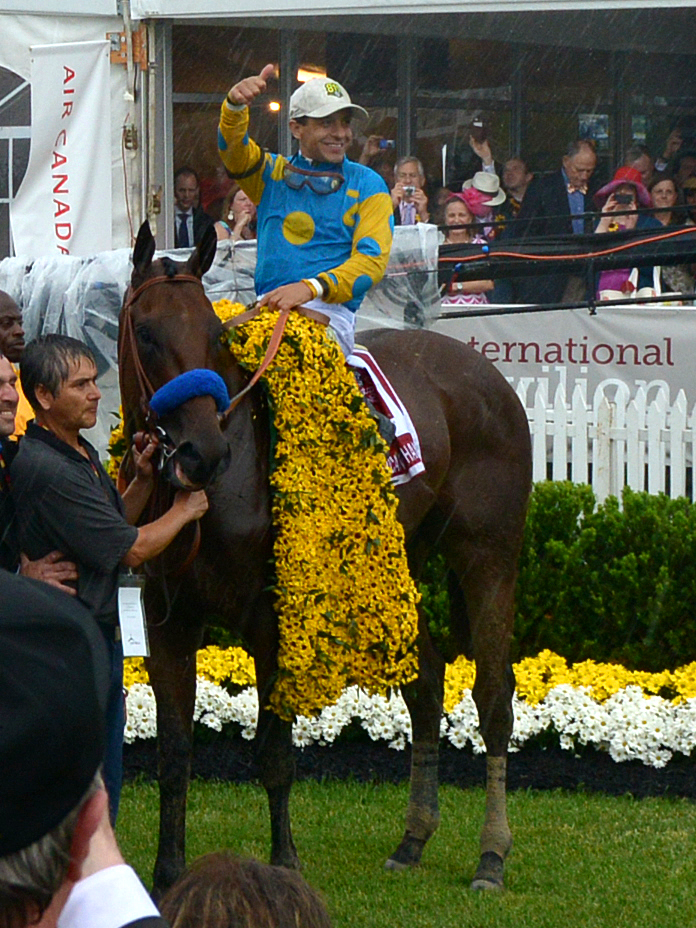
American Pharoah vann konfigurationen Breeders' Cup Classic Grand Slam 2015, och var den första och hittills enda hästen som lyckats med bedriften.

| År   | Häst             | Jockey          | Tränare     | Ägare       | Uppfödare   | Färger           |
| ---- | ---------------- | --------------- | ----------- | ----------- | ----------- | ---------------- |
| 2015 | American Pharoah | Victor Espinoza | Bob Baffert | Ahmed Zayat | Ahmed Zayat | American Pharoah |

| dagger | Anger segrare av Grand Slam                                 |
| *      | Anger segrare av 2 eller fler löp, av de 4 Grand Slam-löpen |

[Fy] anger ett sto
[#] anger segrare av två Triple Crown-löp som treåring, och BC Classic som fyraåring
| År   | Kentucky Derby      | Preakness Stakes    | Belmont Stakes     | Breeders' Cup Classic  |
| ---- | ------------------- | ------------------- | ------------------ | ---------------------- |
| 1984 | Swale *             | Gate Dancer         | Swale *            | Wild Again             |
| 1987 | Alysheba * #        | Alysheba * #        | Bet Twice          | Ferdinand              |
| 1988 | Winning Colors[Fy]  | Risen Star *        | Risen Star *       | Alysheba #             |
| 1989 | Sunday Silence *    | Sunday Silence *    | Easy Goer          | Sunday Silence *       |
| 1990 | Unbridled *         | Summer Squall       | Go And Go          | Unbridled *            |
| 1991 | Strike the Gold     | Hansel *            | Hansel *           | Black Tie Affair (IRE) |
| 1992 | Lil E. Tee          | Pine Bluff          | A.P. Indy *        | A.P. Indy *            |
| 1994 | Go for Gin          | Tabasco Cat *       | Tabasco Cat *      | Concern                |
| 1995 | Thunder Gulch *     | Timber Country      | Thunder Gulch *    | Cigar                  |
| 1997 | Silver Charm *      | Silver Charm *      | Touch Gold         | Skip Away              |
| 1998 | Real Quiet *        | Real Quiet *        | Victory Gallop     | Awesome Again (CAN)    |
| 1999 | Charismatic *       | Charismatic *       | Lemon Drop Kid     | Cat Thief              |
| 2001 | Monarchos           | Point Given *       | Point Given *      | Tiznow                 |
| 2002 | War Emblem *        | War Emblem *        | Sarava             | Volponi                |
| 2003 | Funny Cide *        | Funny Cide *        | Empire Maker       | Pleasantly Perfect     |
| 2004 | Smarty Jones *      | Smarty Jones *      | Birdstone          | Ghostzapper            |
| 2005 | Giacomo             | Afleet Alex *       | Afleet Alex *      | Saint Liam             |
| 2007 | Street Sense        | Curlin *            | Rags to Riches[Fy] | Curlin *               |
| 2008 | Big Brown *         | Big Brown *         | Da' Tara           | Raven's Pass           |
| 2012 | I'll Have Another * | I'll Have Another * | Union Rags         | Fort Larned            |
| 2014 | California Chrome * | California Chrome * | Tonalist           | Bayern                 |
| 2015 | American Pharoah    | American Pharoah    | American Pharoah   | American Pharoah       |
| 2018 | Justify *           | Justify *           | Justify *          | Accelerate             |
| 2020 | Authentic *         | Swiss Skydiver      | Tiz the Law        | Authentic *            |